# Febarbamate
Febarbamate (INN; Solium, Tymium), còn được gọi là phenobamate, là một thuốc giải lo âu và thuốc an thần của các họ barbiturat và carbamate được sử dụng ở châu Âu và là một phần của công thức thuốc kết hợp được gọi là tetrabamate.